# L'Estela (les Corts)
L'Estela o Torre de l'Estela era una masia de l'antic municipi de les Corts, situada a l'actual plaça de Pius XII de Barcelona i enderrocada el 1925 per a la perllongació de l'avinguda Diagonal.

## Història
Durant el primer terç del segle xvii era propietat de Rafael Vives, ciutadà honrat de Barcelona, que en el seu testament del 1639 la llegà al seu fill Marià, sergent major. Aquest morí el 1644 i fou succeït per la seva germana Gertrudis, casada amb Miquel de Ferran i de Lledó. El 1673, l'hereva Maria Josepa Ferran i Vives es va casar a l'església dels Sants Just i Pastor amb Cristòfor de Potau i d'Oller (València, 1647-Pamplona, 1706), que el 1698 comprà al marquès d'Olias el senyoriu de Sarral, Cabra i la quadra de Conill, i el 1702 rebé el títol de comte de Vallcabra de mans de Felip V, en un intent d'atreure'l al seu bàndol. Però ell romangué del costat de l'arxiduc Carles i fou empresonat a Alcalá de Henares, Àvila i la ciutadella de Pamplona, on morí el 1706.
El 1709, l'hereu Josep Faust de Potau i Ferran (1684-1732) va ser nomenat marquès de Vallcabra per l'arxiduc Carles. Empresonat com el seu pare, un cop alliberat fou anomenat capità de la coronela de Barcelona, i al final de la Guerra de Successió les seves propietats foren embargades. Casat amb Maria Josepa de Dalmases i de Ros, fou succeït pel seu fill Pau Ignasi de Potau i de Dalmases (1711-1782), casat amb Maria Antònia de Peguera i de Sala, amb qui va tenir diversos fills albats. El 1781 va fer donació universal dels seus béns al seu cosí Carles Antoni d'Azcon i de Potau, hereu del patrimoni vinculat Vallcabra, però aquest en va poder gaudir durant poc temps, ja que morí el 1787. Fou succeït per la seva filla Maria Josepa d'Azcon i de Magarola (†1819), casada amb Ramon de Copons de la Manresana i Despujol, marquès de la Manresana.
El matrimoni no tingué descendència, i el títol i el patrimoni Vallcabra van passar a mans de Pilar d'Altarriba i d'Azcon (1788-1872), filla de Maria Antònia d'Azcon i de Magarola i de Julián de Altarriba y de Calasanz, comte de Robres. En el seu testament, nomenà hereves a terceres parts les seves netes Pilar Martínez de Arizala i de Sabater, vídua de José Tomás de Castillón y Portella, Concepció Martínez de Arizala i de Sabater, esposa de Maurici de Bobadilla i d'Escrivà de Romaní, i les seves besnetes Pilar i Mercè de Siscar i Martínez d'Arizala, filles de la seva neta Matilde. Els marmessors van fer l'inventari i el repartiment de l'herència, i l'Estela, juntament amb altres finques, va ser adjudicada a Pilar Martínez de Arizala, que el 1888 va demanar permís a l'Ajuntament de les Corts per a reconstruir el mur de tanca a l'encreuament de la riera Blanca amb el camí de la torre Melina.
Va morir el 1891, i en el seu testament va disposar que els seus marmessors triessin hereu entre els seus nets Ramon Josep, Josep Lluís i Salvador Maria de Bielsa i de Castillón. El seu gendre Ramon Maria de Bielsa i Hostalric va recórrer contra aquesta clàusula, i tot que en primera instància li fou desestimada, finalment va guanyar l'apel·lació, i la seva esposa Dolors de Castillón i Martínez de Arizala, incapacitada, va quedar com a única hereva de la seva mare. A la mort del seu marit, el consell de família, encarregat de la tutoria de la incapacitada i dels seus fills, va fer inventari de l'herència i atorgà a l'Estela un valor de 14.100 pessetes.
En aquesta època, la casa estava amenaçada pel projecte de perllongament de la Diagonal, i l'Ajuntament de Barcelona va encarregar a l'arquitecte Eduard Maria Balcells un estudi per a solucionar l'encreuament amb l'avinguda de Gaudí o Pedralbes. Aquest proposava tres alternatives, una de les quals era la formació d'una plaça el·líptica, al mig de la qual quedaria la casa, i que fou acceptada pel consell de família. El 1912 i com a garantia d'un préstec de 325.000 pessetes, la finca de 61.119 m² (dels quals 48.198 m² eren edificables) fou hipotecada a favor de l'arquitecte Josep Puig i Cadafalch, i l'any següent fou subhastada, oferint el mateix Puig i Cadafalch 355.000 pessetes. El 1916 la va inscriure a favor de la societat comanditària Riera, Martínez i Ferrer Vidal, que tenia com a objecte la urbanització de la finca.
Finalment, l'Estela va ser enderrocada el 1925, i el 1929 la societat es va dissoldre, després d'haver-ne venut a l'Ajuntament diverses parcel·les, entre les quals es trobava la superilla entre la Diagonal, l'avinguda de Pedralbes, el passeig de Manuel Girona i el carrer del Doctor Ferran, que el 1968 va ser permutada amb el Laberint d'Horta, propietat de Lluís Desvalls i Trias, marquès d'Alfarràs.

### El Sant Crist de l'Estela
Durant molts anys, les terres de l'Estela van ser conreades per masovers de la família de Benet Piera. Diu la tradició cortsenca que treballant el camp, Antoni Piera va trobar un Sant Crist enterrat. Tot el poble va acudir a venerar la imatge, i en intentar traslladar-la a la capella de Can Gasparó, els animals es van negar a anar-hi. També es van negar a anar a la parròquia de les Corts, i finalment es va construir una capella al lloc on s'havia trobat el Sant Crist, que fou cremat el 1936.

## Descripció
Era un enorme casal d'aspecte sòlid i vetust, senzill però alhora senyorial, de planta rectangular i tres pisos d'alçada, que sobresortien de les naus laterals annexes, coberta de quatre aigües amb façana orientada a llevant, porta principal dovellada i un gran rellotge de sol. En un volum exempt hi havia la capella del Sant Crist.
A la finca hi havia una font, provinent d'una mina, que la comtessa de Vallcabra va fer canalitzar per als ocells, per aquest motiu s'anomenava font dels Ocellets. La propietat permetia el pas a la gent per anar a la font (de la qual queda el record als jardins de la Font dels Ocellets), a condició que fessin cap a la capella.